# 八幡村 (兵庫県飾磨郡)
八幡村（やはたむら）は、かつて兵庫県にあった村の一つ。ここでは、飾磨郡にあった八幡村について記載する。現在の姫路市広畑区の一部。

## 由来
蒲田神社の祭神である誉田別尊すなわち八幡宮により名付けられた。

## 歴史
- 1889年（明治22年）4月1日 - 町村制施行により才、則直、蒲田、西蒲田が合併し、八幡村が発足。
- 1896年（明治29年）4月1日 - 郡の統合により飾磨郡に属する。
- 1941年（昭和16年）4月1日 - 飾磨郡広村と合併し広畑町を設置して消滅。